# Битва за Красную стену
Битва за Красную стену (болг. Битка за Червена стена, 12 марта — 18 мая 1917 года) — серия боёв между болгарскими и французским войсками за пик Красная стена на Салоникском фронте Первой мировой войны. Сражение завершилось победой болгарских войск, которые после отступления с пика в марте 1917 года в ходе решительной атаки в мае сумели вновь захватить пик, нанеся французским войскам поражение.

## Предыстория
С 1915 по 1918 год линия Салоникского фронта проходила по горному массиву Баба с видом на город Монастир. Позиции здесь занимали 6-я пехотная дивизия болгарской армии против двух французских и одной сербской пехотных дивизий.
В ноябре 1916 года войскам Антанты удалось захватить Монастир, однако город находился в зоне действия болгарской артиллерии, находящийся на горах Баба. 

В начале 1917 года командование Антанты приняло решение силами французских войск захватить горы Баба, занять долину между Монастиром и Прилепом и продолжать наступление к Вардару.

## Атаки французских войск
12 марта сотни орудий союзной артиллерии начали обстрел болгарских позиций на пиках Красная стена и высота 1248. За 24 часа артиллерийской подготовки было выпущено более 200 000 снарядов, уничтоживших укрепления болгарских войск. Однако благодаря действиям болгарской разведки болгарскому командованию стало известно о планирующейся артиллерийской подготовке. Болгарские солдаты и офицеры укрылись в бетонных бункерах на противоположной стороне пика и не понесли никаких потерь в ходе артподготовки союзников.
14 марта подразделения шести французских дивизий начали атаку пиков Красной стены и 1248. После шести дней ожесточённых боёв все атаки французских войск были отбиты с большими потерями для наступавших. Основной удар французских дивизий был направлен на Красную стену (которую атаковали 3 французские дивизии), укрепления на пике несколько раз переходили из рук в руки, атаки пехоты чередовались с массированными артиллерийскими обстрелами.
18 марта, когда у болгар кончились боеприпасы, они стали бросать камни и стволы деревьев в наступающие французские войска. В итоге к концу марта болгарские войска были вынуждены оставить пик Красная стена и отойти на соседнюю высоту.
Со стратегической точки зрения захват Красной стены не принёс французам никакой выгоды, поскольку другие позиции остались в руках болгар и Монастир продолжал находиться в зоне досягаемости болгарской артиллерии. Однако из-за символического значения пика и для поднятия боевого духа в войсках болгарское командование приняло решение отбить Красную стену.

## Болгарская контратака
Артиллерия 6-й болгарской дивизии начала обстрел французских позиций на пике, а болгарская пехота была вооружена новыми немецкими огнемётами. Благодаря большим усилиям болгарам удалось вручную втащить и установить шесть артиллерийских орудий на соседней высоте, откуда были хорошо видны и доступны для обстрела французские позиции. 18 мая началась артиллерийская подготовка болгар. На французские войска на пике обрушились тысячи снарядов, после двухчасовой артподготовки болгарские войска начали штурм пика, с помощью гранат и огнемётов подавляя любое сопротивление. 2 офицера и 259 солдат французской армии попали в болгарский плен.

## Итоги
Долгая и упорная оборона болгарских войск на пике Красная стена дала повод болгарам называть сражение за Красную стену «македонской Шипкой», по аналогии с героической Шипкинской обороной. Пик, названный «македонской Шипкой», был вновь занят болгарскими войсками и остался в руках болгарских войск до окончания боевых действий на Салоникском фронте. Пять французских дивизий в ходе боёв за Красную стену понесли тяжёлые потери и больше не пытались атаковать здесь болгарские позиции.